# ポール・フライ (野球)
ポール・レイモンド・フライ（Paul Raymond Fry, 1992年7月26日 - ）は、アメリカ合衆国ミシガン州オークランド郡ポンティアック出身のプロ野球選手（投手）。左投左打。MLBのトロント・ブルージェイズ傘下所属。

## 経歴

### プロ入りとマリナーズ傘下時代
2013年のMLBドラフト17巡目（全体507位）でシアトル・マリナーズから指名され、プロ入り。契約後、傘下のルーキー級アリゾナリーグ・マリナーズでプロデビュー。14試合（先発4試合）に登板して2勝3敗1セーブ、防御率4.50、34奪三振を記録した。
2014年はA級クリントン・ランバーキングスでプレーし、38試合に登板して4勝4敗2セーブ、防御率2.71、77奪三振を記録した。
2015年はA+級ベーカーズフィールド・ブレイズでプレー後、7月にAA級ジャクソン・ジェネラルズへ昇格した。AA級ジャクソンでは22試合に登板して0勝2敗7セーブ、防御率2.16、43奪三振を記録した。オフにはアリゾナ・フォールリーグに参加し、ピオリア・ハベリーナズに所属した。
2016年はAAA級タコマ・レイニアーズでプレーし、48試合（先発1試合）に登板して3勝1敗、防御率2.78、65奪三振を記録した。
2017年はAAA級タコマで開幕を迎え、1試合に登板した。

### オリオールズ時代
2017年4月14日に金銭トレードで、ボルチモア・オリオールズへ移籍した。移籍後はAAA級ノーフォーク・タイズで25試合に登板していたが、8月にAA級ボウイ・ベイソックスへ降格した。AA級ボウイでは7試合の登板で防御率0.75と好投した。
2018年はAA級ボウイで開幕を迎え、5月にAAA級ノーフォークへ昇格した。AAA級ノーフォークでは13試合（先発1試合）に登板して0勝1敗、防御率3.47、29奪三振を記録した。6月29日にオリオールズとメジャー契約を結んでアクティブ・ロースター入りし、同日のロサンゼルス・エンゼルス戦でメジャーデビュー。7点ビハインドの8回表1死から登板し、1.2回を2安打無失点に抑えた。7月15日のテキサス・レンジャーズ戦では初ホールドを記録した。7月20日のトロント・ブルージェイズ戦では同点の9回裏2死2・3塁の場面で登板し、その回は無失点に抑えたものの、延長10回裏でアレドミス・ディアスにサヨナラ安打を打たれ、メジャー初黒星を喫した。この年メジャーでは35試合に登板して1勝2敗2セーブ、防御率3.35、36奪三振を記録した。
2019年は66試合に登板して1勝9敗3セーブ、防御率5.34、55奪三振を記録した。
2020年は22試合に登板して1勝0敗、防御率2.45、29奪三振を記録した。
2021年は52試合に登板して4勝5敗2セーブ、防御率6.08、60奪三振を記録した。
2022年5月14日にDFAとなった。

### ダイヤモンドバックス時代
2022年5月18日にルイス・オソリオとのトレードで、アリゾナ・ダイヤモンドバックスへ移籍した。

## 投球スタイル
最速95.9mph（約154.3km/h）のフォーシームとスライダーが投球のほとんどを占める。

## 詳細情報

### 年度別投手成績
| 年 度    | 球 団    | 登 板 | 先 発 | 完 投 | 完 封 | 無 四 球 | 勝 利 | 敗 戦 | セ 丨 ブ | ホ 丨 ル ド | 勝 率 | 打 者 | 投 球 回 | 被 安 打 | 被 本 塁 打 | 与 四 球 | 敬 遠 | 与 死 球 | 奪 三 振 | 暴 投 | ボ 丨 ク | 失 点 | 自 責 点 | 防 御 率 | W H I P |
| -------- | -------- | ----- | ----- | ----- | ----- | -------- | ----- | ----- | -------- | ----------- | ----- | ----- | -------- | -------- | ----------- | -------- | ----- | -------- | -------- | ----- | -------- | ----- | -------- | -------- | ------- |
| 2018     | BAL      | 35    | 0     | 0     | 0     | 0        | 1     | 2     | 2        | 9           | .333  | 159   | 37.2     | 33       | 1           | 15       | 0     | 4        | 36       | 3     | 0        | 20    | 14       | 3.35     | 1.27    |
| 2019     | BAL      | 66    | 0     | 0     | 0     | 0        | 1     | 9     | 3        | 11          | .100  | 255   | 57.1     | 54       | 7           | 29       | 1     | 6        | 55       | 2     | 0        | 39    | 34       | 5.34     | 1.45    |
| 2020     | BAL      | 22    | 0     | 0     | 0     | 0        | 1     | 0     | 0        | 5           | 1.000 | 98    | 22.0     | 22       | 3           | 9        | 0     | 1        | 29       | 3     | 0        | 7     | 6        | 2.45     | 1.41    |
| 2021     | BAL      | 52    | 0     | 0     | 0     | 0        | 4     | 5     | 2        | 11          | .444  | 215   | 47.1     | 37       | 3           | 35       | 0     | 4        | 60       | 4     | 0        | 34    | 32       | 6.08     | 1.52    |
| MLB：4年 | MLB：4年 | 175   | 0     | 0     | 0     | 0        | 7     | 16    | 7        | 36          | .304  | 727   | 164.1    | 146      | 14          | 88       | 1     | 15       | 180      | 12    | 0        | 100   | 86       | 4.71     | 1.42    |

- 2021年度シーズン終了時

### 年度別守備成績
| 年 度 | 球 団 | 投手（P） | 投手（P） | 投手（P） | 投手（P） | 投手（P） | 投手（P） |
| 年 度 | 球 団 | 試 合     | 刺 殺     | 補 殺     | 失 策     | 併 殺     | 守 備 率  |
| ----- | ----- | --------- | --------- | --------- | --------- | --------- | --------- |
| 2018  | BAL   | 35        | 3         | 7         | 0         | 2         | 1.000     |
| 2019  | BAL   | 66        | 7         | 4         | 0         | 0         | 1.000     |
| 2020  | BAL   | 22        | 2         | 1         | 0         | 0         | 1.000     |
| 2021  | BAL   | 52        | 1         | 6         | 0         | 0         | 1.000     |
| MLB   | MLB   | 175       | 13        | 18        | 0         | 2         | 1.000     |

- 2021年度シーズン終了時

### 背番号
- 51（2018年 - 2022年5月13日）
- 43（2022年6月1日 - 同年終了）